# Трамп, Роберт
Ро́берт Стю́арт Трамп; англ. Robert Stewart Trump; 26 августа 1948 — 15 августа 2020) — американский девелопер и бизнесмен. Младший брат 45-го 47-го президента США Дональда Трампа.

## Биография

### Ранние годы
Роберт Трамп родился в Куинсе, штат Нью-Йорк, 26 августа 1948 года в семье Фреда Трампа и Мэри Энн Маклауд. Он был самым младшим из пяти детей. Его братьями и сёстрами были Мэриэнн, Фред Трамп-младший, Элизабет и Дональд. Роберт учился в Бостонском университете, где специализировался на экономике. Он играл в футбол. В 1969 году был капитаном команды и по окончании сезона удостоился звания MVP.

### Карьера
Трамп присоединился к бизнесу своего отца и стал управлять недвижимостью «The Trump Organization» за пределами Манхэттена.
Он входил в совет директоров «ZeniMax Media», материнской компании «Bethesda Softworks», и занимал эту должность с 1999 года вплоть до своей смерти в 2020 году. Во время его пребывания на посту директора «ZeniMax» были созданы такие игры, как «Fallout», «The Elder Scrolls», «Doom» и «Wolfenstein». Трамп также являлся крупным инвестором компании.
В годы, предшествовавшие его смерти, Роберт Трамп был президентом «Trump Management». В один из периодов он работал девелопером недвижимости.

### Судебный процесс
В июне 2020 года Роберт Трамп подал иск, стремясь воспрепятствовать предстоящей публикации книги его племянницы Мэри Трамп «Слишком много и никогда не достаточно». Иск Трампа был основан на соглашении о неразглашении 2001 года, подписанном Мэри Трамп при урегулировании иска, связанного с завещанием Фреда Трампа и его имуществом.
В июле 2020 года судья Верховного суда Нью-Йорка Хэл Гринвальд постановил, что издатель книги «Simon & Schuster» не был участником того соглашения. Книга вышла в свет, как и было запланировано, 14 июля 2020 года.

### Проблемы со здоровьем
В июне 2020 года Роберт провёл неделю в реанимации больницы Маунт-Синай на Манхэттене. 14 августа 2020 года Белый дом объявил, что он снова был госпитализирован. Президент Трамп посетил его в тот же день, позже заявив, что Роберт был в очень плохом состоянии. Он умер в Нью–Йоркской пресвитерианской больнице на следующий день, 15 августа 2020 года, в возрасте 71 года, за 11 дней до своего 72-го дня рождения. Причина смерти не разглашалась. «The New York Times» процитировала слова друга семьи о том, что возможной причиной смерти могло стать внутримозговое кровоизлияние после падения. В письменном заявлении Дональд Трамп сказал: «Он был не просто моим братом, он был моим лучшим другом».
21 августа 2020 года в Восточном зале состоялась церемония прощания, в которой приняли участие 150 гостей. Это был первый раз за почти столетие, когда президент проводил похороны в Восточной комнате. Представители Белого дома заявили, что все расходы были оплачены лично президентом Трампом.

## Личная жизнь
Роберт Трамп жил в Миллбруке, Нью-Йорк. В 1980 году Трамп женился на Блэйн Бёрд, с которой познакомился на благотворительном вечере «Christie’s». У него был пасынок Кристофер Трамп-Ретчин. В 2007 году пара подала на развод, который был завершен к 2009 году. В январе 2020 года Трамп женился на своей второй жене Энн Мари Паллан.

### Отношение к Дональду Трампу
В 1990 году Дональд Трамп назначил Роберта главой казино «Trump Taj Mahal» в Атлантик-Сити, штат Нью-Джерси.
Роберт Трамп оставался верным сторонником политической карьеры своего брата. В интервью 2016 года он заявил: «Я поддерживаю Дональда на тысячу процентов». Эрик Боллинг после смерти Роберта говорил, что он и его жена Энн Мари Паллан были фанатичными сторонниками Дональда.